# Nina Christiansen
Nina Christiansen (født 7. juni 1964 i København) er en tidligere dansk atlet. Hun var medlem af Frederiksberg IF og fra 1995 i Sparta Atletik.
Christiansen var kun 15 år da hun 1980 vandt sit første danske mesterskab ved at vinde 1500 meter indendørs, efter at hun året inden var bronzemedaljør. Under hele karrieren vandt hun seks danske mesterskaber individuelt.
Christiansen blevet udtaget til at løbe 5000 meter i OL i Atlanta 1996. Det skete, da hun kappede 14 sekunder af sin egen tidligere personlige rekord ved et stævne i Hengelo i Holland. Hendes tid var: 15.26,17, hvilket også blev karrierens bedste tid. Ved OL i Atlanta blev hun slået ud efter en 10.plads i sit heat på tiden 15,56,38.
I Sparta trænede Christiansen under den tidligere landstræner og nuværende idrætsforsker Henrik Larsen.

## Internationale mesterskaber
- 1996 OL 5000 meter 15,56,38
- 1995 VM 5000 meter 26.plads 15,44,66

## Danske mesterskaber
- Sølv 1997 5000 meter 16,37,38
- Guld 1996 1500 meter 4,33,21
- Guld 1996 5000 meter 16,05,24
- Guld 1995 5000 meter 16,14,60
- Guld 1994 10.000 meter 33,49,53
- Sølv 1993 10.000 meter 33,48,40
- Guld 1992 10.000 meter 34,23,57
- Sølv 1992 3000 meter 9,30,45
- Bronze 1992 1500 meter 4,26,26
- Sølv 1991 1500 meter 4,21,69
- Sølv 1989 3000 meter 9,41,93
- Bronze 1989 1500 meter 4,25,23
- Guld 1980 1500 meter inde 4,49,3
- Bronze 1979 1500 meter 4,31,8

## Personlig rekord
- 1500 meter: 4.14.02 1993
- 3000 meter: 9,03,12 1995
- 5000 meter: 15,26,17 1996
- 10.000 meter: 33,26,14 1993
- 10 km Landevej: 32,52 1995
- Halvmaraton: 1,15,15 1997

## Ekstern henvisning
- DAF i tal – Nina Christiansen Arkiveret 6. juni 2007 hos  Wayback Machine
- – Nina Christiansen profil (Webside ikke længere tilgængelig)
- Nina Christiansen Biography and Olympic Results – Olympics at Sports-Reference.com Arkiveret 13. december 2012 hos  Wayback Machine
- Spartas TOP 10 Arkiveret 25. december 2010 hos  Wayback Machine
- Alle tiders danske senior top 10 – udendørs (Webside ikke længere tilgængelig)

| Atletikudøver | Spire Denne biografi om en dansk atletikudøver er en spire som bør udbygges. Du er velkommen til at hjælpe Wikipedia ved at udvide den. |